# Expedició del Pas del Nord-oest de 1741
La Royal Society i la Royal Navy van treballar conjuntament per tirar endavant l'expedició del Pas del Nord-oest de 1741.
El comandant de l'expedició, Christopher Middleton, havia capitanejat des de 1721 vaixells de la Companyia de la Badia de Hudson, que feien els viatges anuals per tal de proveir els llocs avançats de la companyia. Tenia un ment científica, i havia publicat observacions que li van valer l'elecció de la Royal Society el 1737. Va comandar l'HMS Furnace, mentre que el seu cosí i protegit, William Moor, també abans capità dels vaixells de la Companyia de la Badia de Hudson, comandava l'HMS Discovery.
Arthur Dobbs, membre de la Cambra dels comuns irlandesa va tenir un paper influent en l'organització de l'expedició.

## Ordres
J.C. Beaglehole, al seu llibre Life of Captain James Cook, assenyala que l'expedició va ser encarregada el 1740, el mateix any que George Anson va rebre la direcció d'un esquadró a l'oceà Pacífic per atacar les naus espanyoles. Va assenyalar que les ordres de Middleton suggerien que podria trobar-se amb Anson a Califòrnia.

## Viatge
El gel bloquejà la navegació a la badia de Hudson durant més de la meitat de l'any. Middleton va aconseguir que el govern pressionés la Companyia de la Badia de Hudson perquè permetés que els seus vaixells atraquéssin a Fort Prince of Wales, a la desembocadura del riu Churchill, i proporcionés espai a la seva tripulació durant l'hivern de 1742, per així poder començar la seva expedició tan bon punt la badia estigués lliure de gel.
La seva tripulació va viure en una fortificació de fusta antiga que havia estat abandonada, en lloc del nou fort de pedra. Deu dels membres de la seva tripulació van morir durant l'hivern, i molts altres van perdre dits de mans i peus per congelació.
Finalment l'expedició va poder sortir el juny de 1742. Van seguir la costa cap al nord fins a una profunda entrada de mar que van anomenar badia Wager, en honor a Charles Wager, Primer Lord de l'Almirallat.

## Conseqüències
Dobbs va pensar que els informes de Middleton en què no va trobar un pas del nord-oest formaven part d'un engany, i els dos homes van dur a terme una campanya de pamflets, denunciant-se mútuament.